# キートケロス属
キートケロス属（キートケロスぞく、Chaetoceros）は、珪藻の一種。

## 概要
沿岸域に分布する。従前、キートケロス属は研究はおろか分類もされていない状態であったが、地球科学者の須藤斎が休眠胞子化石の分類を進めている。